# Санта Јуста Сан Матео (Изернија)
Санта Јуста Сан Матео је насеље у Италији у округу Изернија, региону Молизе.
Према процени из 2011. у насељу је живело 63 становника. Насеље се налази на надморској висини од 547 м.